# ریکی مارتین (آلبوم ۱۹۹۹)
 «ریکی مارتین» (به انگلیسی: Ricky Martin) آلبومی از هنرمند اهل پورتوریکو ریکی مارتین است که در ۱۱ مه ۱۹۹۹ منتشر شده است. اولین تک‌آهنگ از این آلبوم با نام او مثل دیوانه‌ها زندگی می‌کند نیز در ۲۳ مارس ۱۹۹۹ منتشر شد که تبدیل به نخستین نامبر وان او در چارت ترانه‌های داغ بیلبورد شد. این اولین آلبوم استودیویی ریکی مارتین به زبان انگلیسی و اولین نامبر وان او در چارت بیلبورد ۲۰۰ است.